# Zhores Medvedev
Zhores Aleksandrovich Medvedev (en ruso: Жоре́с Алекса́ндрович Медве́дев; 14 de noviembre de 1925 – 15 de noviembre de 2018) fue un biólogo y disidente político soviético. Fue hemrano gemelo del historiador y también disidente Roy Medvedev. Sus padres le pusieron este nombre en honor a Jean Jaurès.
Medvedev ponía en dudad las tesis biológicas en voga en la URSS bajo la presidencia de Breznev, sobre todo el lysenkoísmo, y fue acusado de contribuir a violar la realidad científica en provecho del apoyo a una ideología stalinista. El régimen de Breznev decidió su internamiento en un hospital psiquiátrico después de haberlo acusado de demencia. El 29 de mayo de 1970 Medvedev fue ingresado en el hospital psiquiátrico de Kaluga oficialmente por haber escrito algunos artículos sobre las violaciones de los derechos del hombre en la URSS, entre ellos algunos relativos a la protección del carácter privado de la correspondencia. En los artículos, Medvedev afirmaba que los colaboradores del KGB podían abrir cualquier carta de cualquier ciudadano de la URSS.
En 1980 reveló el accidente nuclear de Kyshtym, cerca de Cheliábinsk, que ocurrió en septiembre de 1957, una de les más graves de la historia.
Murió el 15 de noviembre de 2018 en Londres, un día después de su 93º cumpleaños con su familia a su lado.